# Cantonul Lorquin
Cantonul Lorquin este un canton din arondismentul Sarrebourg, departamentul Moselle, regiunea Lorena, Franța.

## Comune
| Comune                   | Populație (1999) | Cod poștal | Cod INSEE |
| ------------------------ | ---------------- | ---------- | --------- |
| Abreschviller            | 1.510            | 57560      | 57003     |
| Aspach                   | 43               | 57790      | 57034     |
| Fraquelfing              | 85               | 57790      | 57233     |
| Hattigny                 | 207              | 57790      | 57302     |
| Héming                   | 505              | 57830      | 57314     |
| Hermelange               | 260              | 57790      | 57318     |
| Lafrimbolle              | 209              | 57560      | 57374     |
| Landange                 | 239              | 57830      | 57377     |
| Laneuveville-lès-Lorquin | 101              | 57790      | 57380     |
| Lorquin                  | 1.310            | 57790      | 57414     |
| Métairies-Saint-Quirin   | 310              | 57560      | 57461     |
| Neufmoulins              | 41               | 57830      | 57500     |
| Niderhoff                | 294              | 57560      | 57504     |
| Nitting                  | 469              | 57790      | 57509     |
| Saint-Quirin             | 784              | 57560      | 57623     |
| Turquestein-Blancrupt    | 20               | 57560      | 57682     |
| Vasperviller             | 306              | 57560      | 57697     |
| Voyer                    | 435              | 57560      | 57734     |